# The Ballad of Sexual Dependency

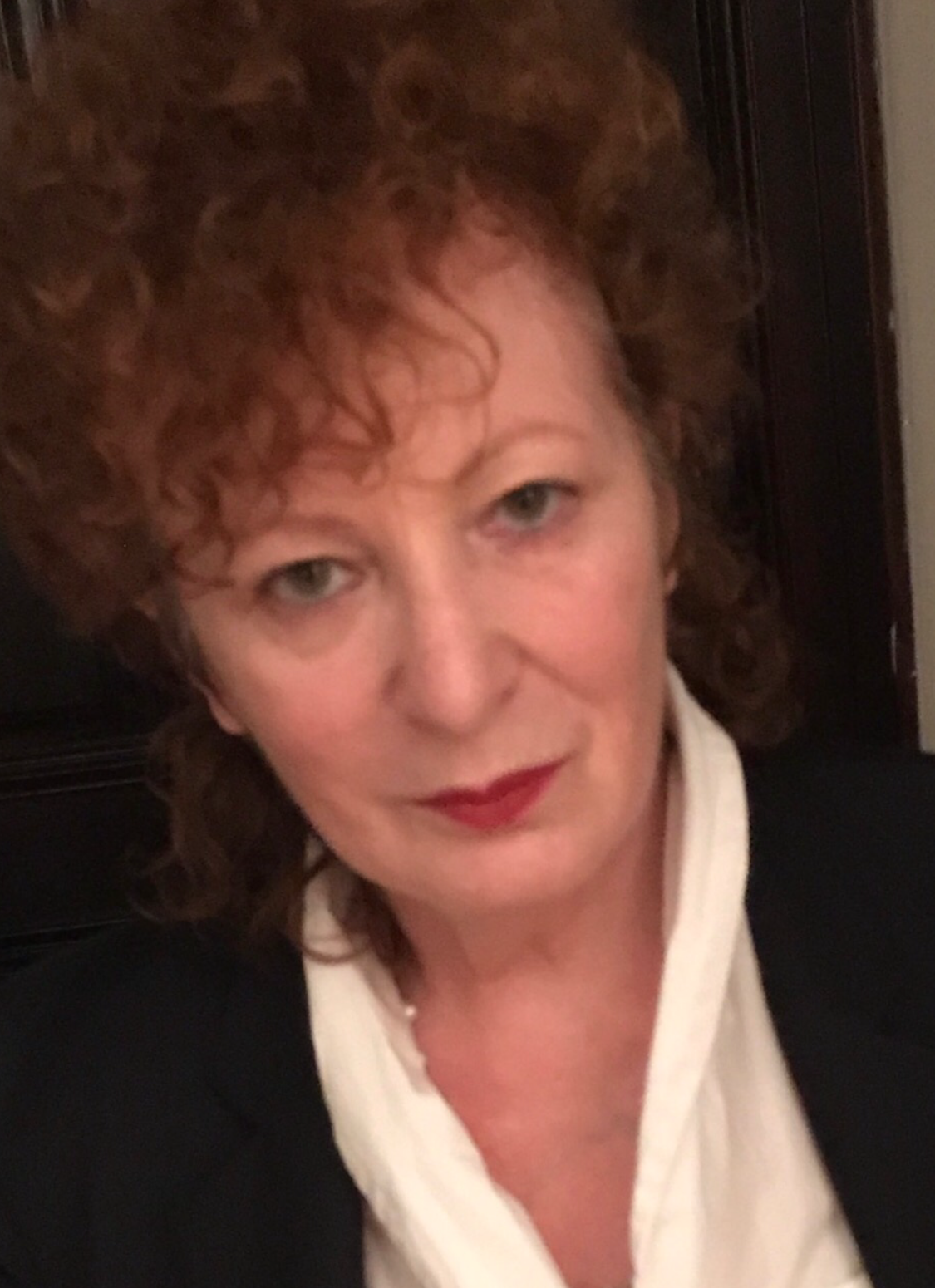
Nan Goldin

The Ballad of Sexual Dependency (La Balada de la Dependencia sexual) fue una exhibición de diapositivas en 1985 que en 1986 se publicó como un libro a partir de las fotografías que Nan Goldin tomó entre 1979 y 1986. Es un registro autobiográfico de la vida de la fotógrafa y de sus allegados. Hoy en día representa un gran archivo del submundo cultural neoyorkino de los años 70 y 80 y su contenido toca temas como las relaciones, las drogas, las amistades, el género, entre otros. La publicación de este libro generó controversia, llegando a ser criticado por Bill Clinton por contribuir al estereotipo "heroin chic". Las fotografías de La Balada volvieron a ser expuestas en 2016 en el MoMA, demostrando la vigencia de los temas tratados por Nan Goldin.